# Rotor excéntrico

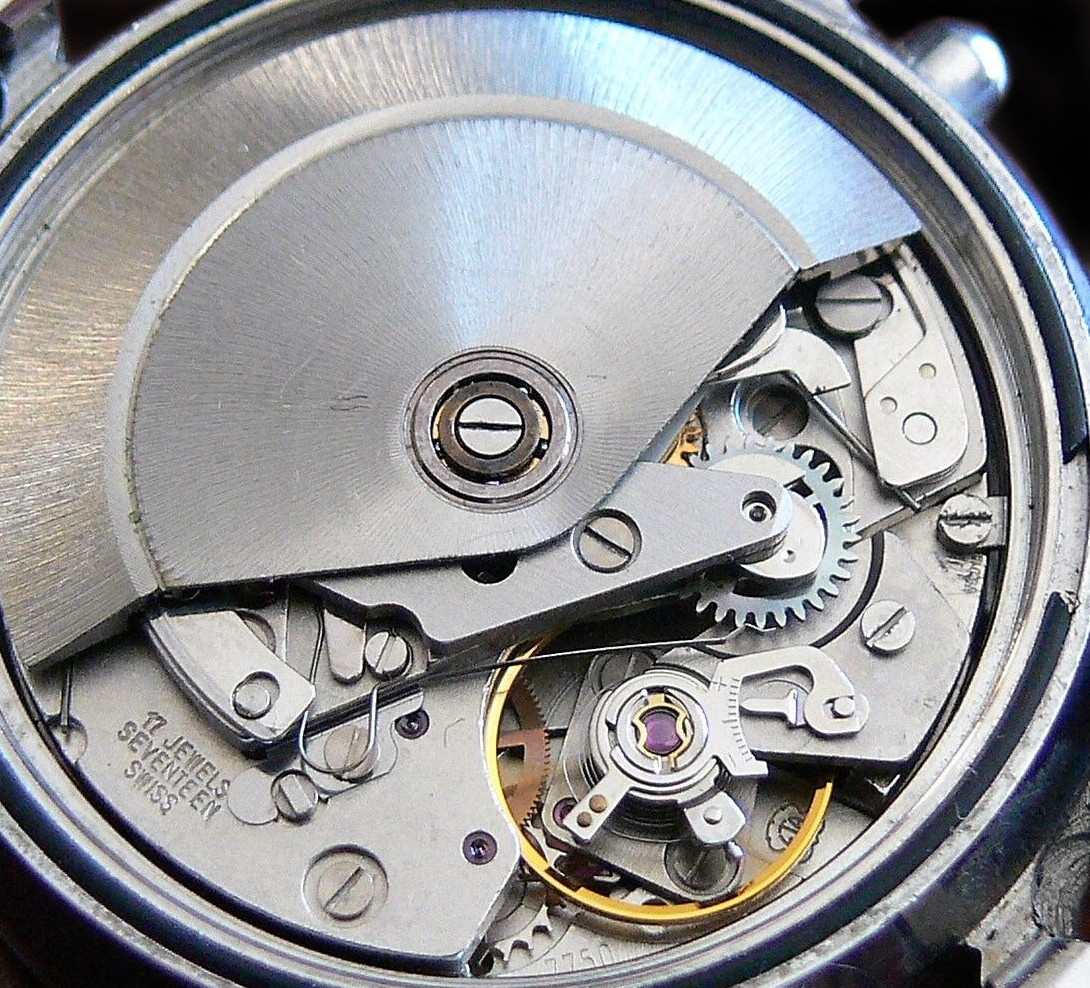
Rotor excéntrico (semicírculo de la parte superior) del mecanismo de cuerda automático de un movimiento Valjoux 7750

Un rotor excéntrico es una pieza giratoria cuyo centro de gravedad (o eje de inercia principal) no coincide con su eje de rotación. El fenómeno consiguiente, conocido como desequilibrio de rotación es el resultado de la distribución desigual de la masa del rotor alrededor de su eje de rotación. Se dice que una masa rotatoria está desequilibrada cuando su centro de masas (o eje de inercia principal) está desalineado con el centro de rotación (o eje geométrico). El desequilibrio provoca un momento que imprime al rotor un movimiento de tambaleo característico, propio de la vibración de los mecanismos rotatorios.

## Aplicaciones
En algunos casos, se desea generar una vibración, y se desequilibra "intencionadamente" un rotor para que sirva como vibrador. Un ejemplo es el stick shaker de un avión. Este mismo principio se emplea en los vibradores utilizados como juguetes sexuales, o en los dispositivos empleados para homogeneizar el hormigón recién vertido. Otra aplicación común es el mecanismo utilizado en los relojes automáticos, que disponen de una placa semicircular unida a un eje, cuyas oscilaciones generadas cuando se mueve la muñeca con el reloj se aprovechan para darle cuerda.

## Causas del desequilibrio
- Los procesos de fabricación pueden causar tensión en los componentes metálicos. Si estas tensiones no se liberan, el rotor puede adquirir una deformación remanente que provoque la desalineación del centro de masas y del eje de rotación.
- La deformación asociada a la dilatación térmica puede darse en piezas expuestas a temperaturas elevadas. Los metales pueden expandirse cuando están en contacto con el calor, por lo que la exposición a altas temperaturas puede hacer que toda la pieza de una maquinaria se expanda, o solo ciertas partes, lo que causa distorsión.
- Las piezas rotatorias involucradas en la manipulación de materiales casi siempre acumulan suciedad. Además, cuando se exponen al aceite, este puede distribuirse irregularmente sobre la pieza. Si no se sigue una rutina de mantenimiento ni se dispone de un proceso de inspección, el aceite puede filtrarse en las piezas y provocar un desequilibrio.[2]

## Efectos del desequilibrio
- Vibración
- Ruido
- Disminución de la vida útil de los cojinetes
- Condiciones de trabajo inseguras
- Reducción de la vida útil de la máquina
- Mayor mantenimiento

## Unidades utilizadas para expresar el desequilibrio
- En términos de la excentricidad de la masa {\displaystyle e}: μm, mm, cm, ...; μin, mil, in, ...
- En términos de la masa {\displaystyle m} en un radio determinado: μg, mg, g, kg, ...; moz, oz, ...
- En términos de la masa × momento del radio (mR): mg-mm, g-mm, mg-cm, g-cm, kg-mm, ...; oz-in, g-in, ...

## Tipos de desequilibrio de rotación

### Desequilibrio de rotación estático

El rotor de la derecha presenta un desequilibrio estático

El desequilibrio de rotación estático (a veces llamado desequilibrio de fuerzas de inercia) se produce cuando el eje de inercia de una masa giratoria está desplazado con respecto al eje de rotación, pero es paralelo a él. Los desequilibrios estáticos pueden ocurrir con mayor frecuencia en rotores con forma de disco, porque el perfil geométrico delgado del disco permite una distribución desigual de la masa con un eje de inercia que es casi paralelo al eje de rotación.
{\displaystyle U=m\times r}
donde U = equilibrio, m = masa, r = distancia entre el desequilibrio y el centro del objeto

### Desequilibrio de rotación de par

Rotor con desequilibrio de par

El desequilibrio de rotación de par se produce cuando una masa giratoria está sometida a un conjunto de fuerzas de inercia cuyos momentos no se anulan mutuamente, y el eje de rotación y el eje de inercia se cruzan entre sí. Un sistema que está equilibrado estáticamente puede tener un desequilibrio de par. El desequilibrio de par ocurre con frecuencia en rotores cilíndricos alargados.
{\displaystyle U=m\times r\times d}
donde d = distancia entre las dos fuerzas de desequilibrio respecto el eje de rotación.

### Desequilibrio de rotación dinámico
En rotación, cuando el eje de masa/inercia no se cruza con el eje de rotación, se genera una situación denominada desequilibrio dinámico. La combinación del desequilibrio estático y del desequilibrio de par da lugar al desequilibrio dinámico. Se produce en prácticamente todos los rotores y es el tipo de desequilibrio más común. Se puede solucionar corrigiendo la distribución del peso en al menos dos planos.

## Cómo corregir o compensar el equilibrio
- Adición de masa
- Eliminación de masa
- Desplazamiento de masa
- Centrado de masa

La medición de la vibración existente y el cálculo del cambio de masa necesario se llevan a cabo normalmente utilizando alguna forma de máquina de equilibrado.

## Grados
La norma ISO 21940 clasifica la vibración en términos de códigos G. Desafortunadamente, es el valor teórico suponiendo que el rotor gira en el espacio libre, por lo que no se relaciona con las condiciones de funcionamiento reales. Rotores del mismo tipo tienen un mismo valor de desequilibrio específico residual admisible eper, que varía inversamente con la velocidad del rotor.
eper × ω = Constante,
donde ω = velocidad angular (radianes por segundo; eper = desequilibrio específico residual admisible
Esta constante es el grado de calidad G. Los grados de equilibrio se utilizan para especificar el desequilibrio residual admisible para maquinaria rotativa. La norma ISO 1940 define los grados de equilibrio para diferentes clases de maquinaria. Un rotor equilibrado a G2.5 vibrará a 2,5 mm/s a la velocidad de funcionamiento si gira en estado suspendido sin influencias externas.
Uper = (9,54 × número G × masa)/rpm
donde Uper = tolerancia de equilibrio (o) desequilibrio residual

## Fórmulas importantes
{\displaystyle F=U\omega ^{2}}
{\displaystyle U=masa(desequilibrada)r}
{\displaystyle e={\frac {U}{m(rotor)}}}
donde F = fuerza debida al desequilibrio; U = desequilibrio; ω = velocidad angular; e = desequilibrio específico; m = masa; r = distancia entre el desequilibrio y el eje de rotación del objeto.